# Новый Сеульский филармонический оркестр
Новый Сеульский филармонический оркестр — южнокорейский симфонический оркестр, базирующийся в Сеуле. Был создан в 1991 году виолончелистом и дирижёром Кимом Понгом как частный музыкальный коллектив. В 1999 году вошёл в состав Сеульской филармонии и получил нынешнее название. С 2003 г. под патронатом оркестра проводятся ежегодные конкурсы исполнителей.
Среди дирижёров, руководивших оркестром, — казахстанский маэстро Толепберген Абдрашев (до его смерти в 2007 г.) и итальянец Стефано Тразимени.